# 大岡忠敬
大岡 忠敬（おおおか ただたか）は、三河国西大平藩第7代（最後）の藩主。大岡忠世家9代当主。

## 経歴
第5代藩主大岡忠移の五男として生まれる。先代の実兄・第6代藩主忠愛に子がいないためにその養子となり、安政4年（1857年）に養父忠愛の隠居により家督を相続した。安政6年（1859年）に日光祭礼奉行、万延元年（1860年）に大坂加番を歴任し、文久2年（1862年）に大番頭に就任する。慶応3年（1867年）に同職を辞す。
幕末には当初は佐幕派に属したが、鳥羽・伏見の戦い以後は小藩故に多勢に無勢であり、新政府軍に帰順して挙母藩や田原藩とともに輸送の任にあたった。
明治2年（1869年）、版籍奉還により西大平藩知事に就任する。明治4年（1871年）の廃藩置県により、同職を罷免された。明治17年（1884年）7月8日、華族令により子爵を叙爵した。
明治20年（1887年）に死去した。享年60。

## 家族
父母
- 大岡忠移（実父）
- 大岡忠愛（養父）

妻
- 安藤広勤の伯母

子女
- 大岡忠明
- 辰五郎
- 福之丞
- 太平